# 純麻雀
純麻雀（じゅんマージャン、Pure Majan）は、麻雀研究家の浅見了によって考案された競技麻雀のひとつ。偶然性を少なくし、技量的要素を重視している。

## 特色
純麻雀は他の競技麻雀と同じくノーレートで行われる。また、競技麻雀として不必要と考えられた、以下のものは廃止されている。
- 振りサイ、王牌、すべてのドラ
- 槓、三槓子、四槓子
- 1翻縛り
- 偶然役（天和・地和・海底摸月・河底撈魚・嶺上開花・一発）
- 親子の得点差、符計算、倍々勘定、場ゾロ、積み場
- 不聴罰符、不聴立直・振聴立直のチョンボ、チョンボ料、役満の責任払い、見せ牌のペナルティ、食い替え禁止
- 途中流局

なお、考案者の浅見了は、1997年に発行された『麻雀いっぱつ読本』の中で、「自分は本来あんまり博打が好きではない」「麻雀の博打的な要素を除去していってでき上がったのが競技麻雀だが、親だけアガリ点が高いというのは"胴元と子"という博打の考え方に基づいているし、もともと博打の道具として使われてきたサイコロを用いる点など、競技麻雀でさえ博打的要素がしっかり残っている（大意）」と述べている。

## 要項
- 30000点持ちの30000点返し
- 三風戦の連荘なし（全12局）（2014年ルール改正）
- 常に東家前の壁牌右端より配牌
- ダブロンは上家優先
- 食い替えは筋・現物ともに自由
- 振聴はツモ和了のみ可
- 同巡内の選択和了不可
- プラス点は卓上に公開する（点数表示卓の場合は不要）
- チョンボは和了放棄でプレー続行(以降はすべてツモ切りとする)
- 手役合計は10翻で打ち切り（2014年ルール改正）

## 和了役
▽は門前役、▼は副露1翻下がり。
- 1翻
  - 門前清自摸和▽
  - 純平和▽（数牌のみの1雀頭4順子で両門待ちの和了）（2014年名称変更）
  - 一盃口▽
  - 七対子▽
  - 立直▽
  - 断幺九（副露時は他の役との複合時のみ1翻と認められる。2014年ルール改正）
  - 翻牌
- 2翻
  - 一気通貫▼
  - 三色同順▼
  - 全帯幺▼
  - 対々和
  - 三暗刻
  - 三風刻
  - 連風牌
- 3翻
  - 純全帯幺▼
  - 混一色▼
  - 二盃口▼
  - 三色同刻
  - 混老頭
- 4翻
  - 小三元（三元牌の翻数は不加算）
- 6翻
  - 清一色▼
- 役満貫（役の重複なしで得点固定。以下同じ）
  - 小役満（27,000点）（2014年点数変更）
    - 四暗刻
    - 大三元
    - 小四喜
    - 純国士（13門張のみ和了可、振聴対象は自分が捨てている牌のみ）（2014年ルール・名称変更）

  - 大役満（30,000点）
    - 字一色
    - 大四喜
    - 清老頭
    - 九蓮宝燈（完成形で可）
- 過去に採用されていた役
  - 三連刻（2翻、2014年廃止）
  - 一色三順▼（3翻、2014年廃止）
  - 四連刻（役満、2012年廃止）
  - 一色四順（役満、2012年廃止）

## 得点
括弧外は栄和、括弧内は自摸和の点数。1翻縛りがないため、0翻の点数も存在する。
- 0翻 - 900点（300点オール）（2013年点数変更）
- 1翻 - 1500点（500点オール）
- 2翻 - 3000点（1000点オール）
- 3翻 - 6000点（2000点オール）
- 4翻 - 9000点（3000点オール）
- 5翻 - 12000点（4000点オール）
- 6翻 - 15000点（5000点オール）
- 7翻 - 18000点（6000点オール）
- 8翻 - 21000点（7000点オール）
- 9翻 - 24000点（8000点オール）
- 10翻・小役満 - 27000点（9000点オール）
- 大役満 - 30000点（10000点オール）